# Словенська матиця

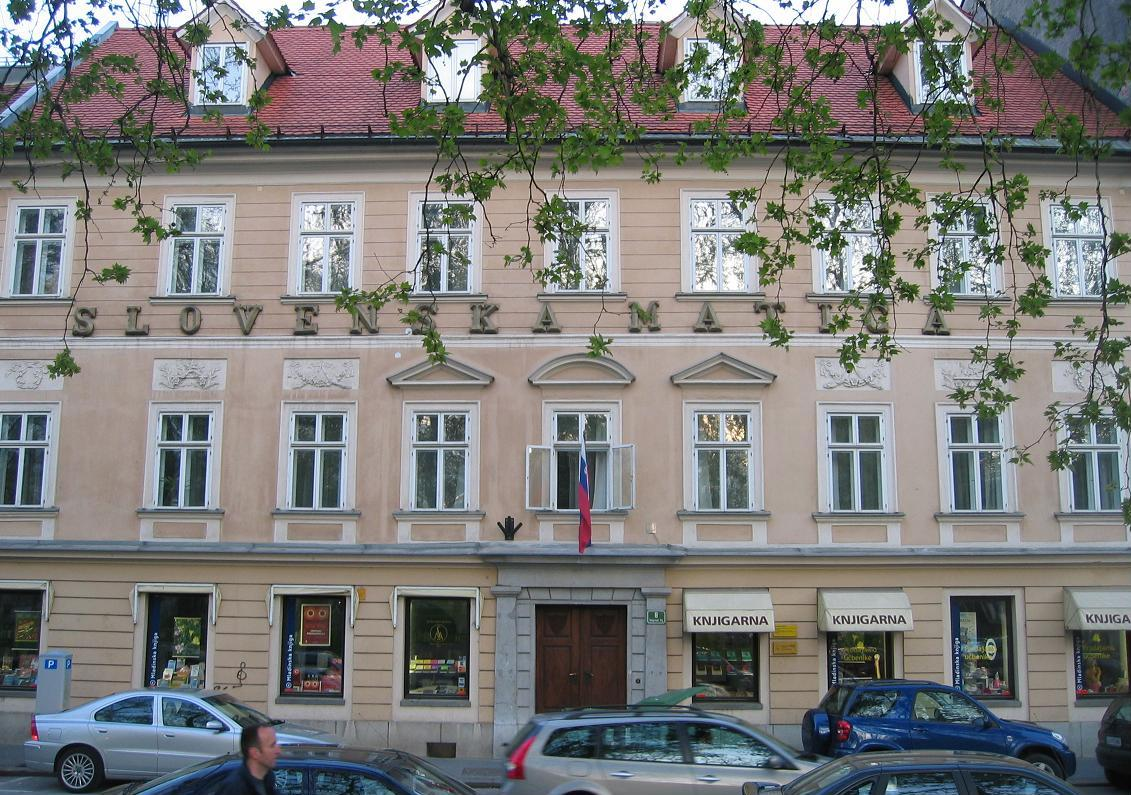
Будинок Словенської матиці на Площі конгресів в Любляні.

Словенська матиця (словен. Slovenska matica) — науковий і культурний інститут, який організовує наукові зустрічі та консультації з різних питань словенської культури і суспільства. Є другим за старшинством словенським видавництвом, яке публікує власні твори і переклади праць з різних галузей знань.

## Історія
Інститут був заснований 17 лютого 1864 року зі згоди імператора Франца Йосифа. З перших років своєї діяльності, інститут випускав календарі, карти словенського регіону, атласи, а також довідники та книги по релігієзнавству.

## Голови інституту
- 1865 — Антон Зойс
- 1865—1869 — Ловро Томан
- 1869—1875 — Етбін Генріх Коста
- 1875—1881 — Янез Блейвейс
- 1881—1882 — Йосип Марн
- 1882—1885 — Петер Грасселлі
- 1885—1886 — Йосип Поклукар
- 1886—1893 — Йосип Марн
- 1893—1907 — Фран Левец
- 1907—1914 — Фран Ілешич
- 1917 — Петер Грасселли
- 1918—1920 — Іван Тавчар
- 1920—1947 — Драготін Лончар
- 1947—1949 — Отон Жупанчич
- 1950—1966 — Антон Мелік
- 1966—1975 — Франц Коблар
- 1975—1978 — Фран Звіттер
- 1978—1987 — Бого Графенауер
- 1987—1994 — Прімож Сімоніті
- 1994—2008 — Йожа Махнич
- 2008-н.в. — Мілчек Комелй